# House (dansstil)
House är en dansstil inom streetdance som utvecklades under 1980-talet parallellt med den första Housemusiken vilken spelades av klubb-DJ:s i Chicago, och senare i New York. Den främsta av dessa DJ:s var Frankie Knuckles, som spelade i nattklubben kallad Warehouse. Namnet för både dansen och musiken, "house", tros därmed vara uppkallad efter just den klubben.
Man bör skilja på dagens typ av mainstream housemusik som spelas i europeiska radiostationer och klubbar, och den housemusik som är specifik för housedans. Den senare nämnda housemusiken är i grunden soul och disco, blandad med influenser från europeisk elektronisk musik. Fastän det inte är praxis så använder sig musiken ofta av en repeterande sång- eller bakgrundsslinga.
Dansen går i ett snabbt tempo på upptakt. Man lägger stort fokus på jacking, alltså det ständiga gunget i kroppen. Dessutom jobbar man samtidigt mycket med footworks (fotarbete), med inspiration från bland annat från stepp, salsa och afrikansk dans.